# Frans van Busleyden
Frans van Busleyden (frz.  François de Busleyden) (auch Buslidius, Busleiden) (* um 1455 in Arlon; † 23. August 1502 in Toledo) war Erzbischof von Besançon und führender burgundischer Politiker zur Zeit Philipps des Schönen.

## Leben
Frans van Busleyden entstammte einer bedeutenden Familie der Burgundischen Niederlande, die ihren Ursprung im luxemburgischen Ort Bauschleiden hatte. Er war der zweite Sohn von Gilles van Busleyden und ein Bruder von Jeroen van Busleyden. Seit 1482 studierte er in Löwen. Für weitere Studien reiste er nach Italien und besuchte möglicherweise die Universität Pavia. Seine Studien schloss er als Doktor für Kirchenrecht 1484/85 ab. 
Bereits 1483 wurde er Domherr in Lüttich und wurde dort 1485 auch Dompropst. Nach seiner Rückkehr ernannte ihn Maximilian I. zum Erzieher von Philipp dem Schönen. Er hat für dessen humanistische Bildung gesorgt. Später wurde er Rat und 1490 Kanzler Philipps des Schönen. Im selben Jahr wurde er Propst in Brügge. Nach dem Tod seiner Eltern übernahm er die Erziehung seiner Brüder. Er war schließlich Haupt des Niederländischen Rates.
Politisch hatte er neben Guillaume II. de Croÿ einen großen Einfluss auf die Politik Philipps des Schönen. Er hat dazu beigetragen, dass Burgund nur recht locker mit den übrigen Habsburger Ländern verbunden war. Gleichzeitig bemühte er sich auch aus wirtschaftlichen Gründen um gute Beziehungen zu Frankreich. Er war so etwas wie der Führer der französischen Hofpartei. Seine Politik stand zeitweise im Konflikt mit der Kriegspolitik Maximilians I.  Auch unter dessen Einfluss blieb Philipp bei dem Kurs eines französisch-burgundischen Bündnisses und stand damit im Gegensatz zu seinem Vater und seinem Schwiegervater Ferdinand von Spanien. Es gab aber auch Gegenkräfte. Alle Versuche, Busleyden als Exponenten einer frankreichfreundlichen Politik zu entmachten, scheiterten an Philipp dem Schönen.
Im Jahr 1498 wurde er Erzbischof von Besançon und Dekan in Antwerpen. Außerdem war er Kanoniker in Cambrai und Brüssel. Antoine I. de Lalaing berichtete, der König von Frankreich habe ihm das Bistum Pons und eine gute Abtei übergeben. Vom König von England erhielt er danach zwei Archidiakonate und der König von Spanien gab ihm das Bistum Coria. Außerdem soll Philipp sich kurz vor dem Tod von Busleyden beim Papst um den Kardinalsrang für seinen Vertrauten bemüht haben.
Im Jahr 1500 entsandte Philipp Busleyden nach Spanien, um die Frage der spanischen Erbfolge zu klären und über Hochzeitspläne für den späteren Karl V. mit einer französischen Prinzessin zu verhandeln. Er begleitete Philipp den Schönen 1501 nach Spanien. In Blois traf Philipp mit Ludwig XII. zusammen. Obwohl der Kaiser seinem Sohn wenig diplomatisches Geschick zutraute und der Haltung seines Kanzlers misstrauisch gegenüberstand, erlaubte er Verhandlungen zur Konkretisierung des Friedensvertrags von Trient vom selben Jahr zu führen. Die Verhandlungen führte im Wesentlichen Busleyden. Dieser kam dem französischen König weit entgegen.
Er starb in Toledo. Dort wurde er auch begraben. Sein Herz wurde in Besançon bestattet.